# Zweden op de Olympische Winterspelen 1980
Tijdens de Olympische Winterspelen van 1980, die in Lake Placid (Verenigde Staten) werden gehouden, nam Zweden voor de dertiende keer deel.

## Medailleoverzicht
| Sport       | Olympiër         | Discipline       | Medaille |
| ----------- | ---------------- | ---------------- | -------- |
| Alpineskiën | Ingemar Stenmark | reuzenslalom (m) | Goud     |
| Alpineskiën | Ingemar Stenmark | slalom (m)       | Goud     |
| Langlaufen  | Thomas Wassberg  | 15 km (m)        | Goud     |
| IJshockey   | Olympisch team   | mannen           | Brons    |

## Deelnemers en resultaten

### Alpineskiën
| Olympiër          | Discipline       | Resultaat | Prestatie                       |
| ----------------- | ---------------- | --------- | ------------------------------- |
| Torsten Jakobsson | reuzenslalom (m) | 21e       | 2.46,42 (+5,68) 1.23,24+1.23,18 |
| Torsten Jakobsson | slalom (m)       | dq-1      | diskwalificatie run 1           |
| Ingemar Stenmark  | reuzenslalom (m) | Goud      | 2.40,74 1.20,49+1.20,25         |
| Ingemar Stenmark  | slalom (m)       | Goud      | 1.44,26 53,89+50,37             |
| Stig Strand       | reuzenslalom (m) | 28e       | 2.48,62 (+7,88) 1.23,37+1.25,25 |
| Stig Strand       | slalom (m)       | dnf-2     | opgave run 2                    |
| Anna-Karin Hesse  | reuzenslalom (v) | 11e       | 2.47,02 (+5,36) 1.17,24+1.29,78 |
| Anna-Karin Hesse  | slalom (v)       | dnf-1     | opgave run 1                    |
| Ann Melander      | reuzenslalom (v) | 15e       | 2.47,63 (+5,97) 1.16,84+1.30,79 |
| Ann Melander      | slalom (v)       | 9e        | 1.29,82 (+4,73) 44,51+45,31     |
| Åsa Svedmark      | reuzenslalom (v) | 24e       | 2.50,37 (+8,71) 1.18,90+1.31,47 |
| Åsa Svedmark      | slalom (v)       | 12e       | 1.31,51 (+6,42) 46,06+45,45     |

### Biatlon
| Olympiër                                                  | Discipline             | Resultaat | Prestatie                                                                                            |
| --------------------------------------------------------- | ---------------------- | --------- | --- |
| Ronnie Adolfsson                                          | 10 km (m)              | 15e       | 35.14,87 (+3.04,18) pen.: 3 (0 / 3)                                                                  |
| Ronnie Adolfsson                                          | 20 km (m)              | 11e       | 1:13.10,90 (+4.54,59) pen.: 5 (2 / 0 / 1 / 2)                                                        |
| Per Andersson                                             | 10 km (m)              | 22e       | 35.55,57 (+3.44,88) pen.: 2 (1 / 1)                                                                  |
| Sven Fahlén                                               | 20 km (m)              | 31e       | 1:17.49,23 (+9.32,92) pen.: 8 (0 / 3 / 1 / 4)                                                        |
| Sören Wikström                                            | 10 km (m)              | 14e       | 34.57,01 (+2.46,32) pen.: 2 (1 / 1)                                                                  |
| Sören Wikström                                            | 20 km (m)              | 12e       | 1:13.13,34 (+4.57,03) pen.: 5 (4 / 0 / 1 / 0)                                                        |
| Sven Fahlén Per Andersson Sören Wikström Ronnie Adolfsson | 4x7,5 km estafette (m) | 10e       | 1:40.44,62 (+6.41,35) pen.: 6-16 (3-6 / 1-3 / 0-2 / 2-5) (25.46,60 / 25.06,56 / 24.11,80 / 25.39,66) |

### Bobsleeën
| Olympiër                                                   | Discipline             | Resultaat | Prestatie                                                                       |
| ---------------------------------------------------------- | ---------------------- | --------- | ------------------------------------------------------------------------------- |
| Carl-Erik Eriksson Kenth Rönn                              | 2-mansbob (m) Zweden I | 15e       | 4.16,92 (+7,56) (1.03,56 / 1.04,49 / 1.03,22 / 1.05,65)                         |
| Carl-Erik Eriksson Peter Jansson Runald Beckman Kenth Rönn | 4-mansbob (m) Zweden I | dq-4      | diskwalificatie run 4 (1.01,01 / 1.01,00 / 1.00,36 / diskwalificatie (1.02,56)) |

### Kunstrijden
| Olympiër     | Discipline | Resultaat | Prestatie               |
| ------------ | ---------- | --------- | ----------------------- |
| Thomaz Öberg | mannen     | 14e       | pc. 127,0; 149,3 punten |

### Langlaufen
| Olympiër                                                         | Discipline            | Resultaat | Prestatie                                                         |
| ---------------------------------------------------------------- | --------------------- | --------- | ----------------------------------------------------------------- |
| Sven-Erik Danielsson                                             | 15 km (m)             | 18e       | 43.41,21 (+1.43,58)                                               |
| Thomas Eriksson                                                  | 15 km (m)             | 11e       | 43.11,88 (+1.14,25)                                               |
| Thomas Eriksson                                                  | 50 km (m)             | 16e       | 2:36.33,85 (+9.09,25)                                             |
| Erik Gustavsson                                                  | 50 km (m)             | 34e       | 2:43.39,93 (+16.15,33)                                            |
| Stig Jäder                                                       | 30 km (m)             | 25e       | 1:32.08,09 (+5.05,29)                                             |
| Stig Jäder                                                       | 50 km (m)             | dnf       | opgave                                                            |
| Benny Kohlberg                                                   | 15 km (m)             | 17e       | 43.39,22 (+1.41,59)                                               |
| Benny Kohlberg                                                   | 30 km (m)             | 13e       | 1:30.57,56 (+3.54,76)                                             |
| Sven-Åke Lundbäck                                                | 30 km (m)             | 17e       | 1:31.31,96 (+4.29,16)                                             |
| Sven-Åke Lundbäck                                                | 50 km (m)             | 8e        | 2:31.59,65 (+4.35,05)                                             |
| Thomas Wassberg                                                  | 15 km (m)             | Goud      | 41.57,63                                                          |
| Thomas Wassberg                                                  | 30 km (m)             | 4e        | 1:28.40,35 (+1.37,55)                                             |
| Sven-Åke Lundbäck Thomas Eriksson Benny Kohlberg Thomas Wassberg | 4x10 km estafette (m) | 5e        | 2:00.42,71 (+3.39,25) (31.39,44 / 29.41,45 / 30.33,62 / 28.48,20) |
| Lena Carlzon-Lundbäck                                            | 5 km (v)              | 10e       | 15.43,04 (+36,12)                                                 |
| Lena Carlzon-Lundbäck                                            | 10 km (v)             | 11e       | 31.45,50 (+1.13,96)                                               |
| Marie Johansson                                                  | 5 km (v)              | 11e       | 15.47,19 (+40,27)                                                 |
| Marie Johansson                                                  | 10 km (v)             | 15e       | 31.48,57 (+1.17,03)                                               |
| Karin Lamberg                                                    | 5 km (v)              | 17e       | 15.55,07 (+48,15)                                                 |
| Karin Lamberg                                                    | 10 km (v)             | 17e       | 32.10,44 (+1.38,90)                                               |
| Eva Olsson                                                       | 5 km (v)              | 12e       | 15.48,59 (+41,67)                                                 |
| Eva Olsson                                                       | 10 km (v)             | 10e       | 31.36,08 (+1.04,54)                                               |
| Marie Johansson Karin Lamberg Eva Olsson Lena Carlzon-Lundbäck   | 4x5 km estafette (v)  | 6e        | 1:05.16,32 (+3.05,22) (16.19,53 / 16.14,45 / 16.13,75 / 16.28,59) |

### Rodelen
| Olympiër                      | Discipline | Resultaat | Prestatie                                             |
| ----------------------------- | ---------- | --------- | ----------------------------------------------------- |
| Stefan Kjernholm              | mannen     | 18e       | 3.02,908 (+8,112) (44,565 / 44,905 / 44,900 / 48,538) |
| Agneta Lindskog               | vrouwen    | 13e       | 2.41,617 (+5,080) (40,219 / 40,547 / 40,463 / 40,388) |
| Anneli Näsström               | vrouwen    | 19e       | 2.43,959 (+7,422) (40,987 / 41,096 / 40,999 / 40,877) |
| Stefan Kjernholm Kenneth Holm | dubbel     | 12e       | 1.21,439 (+2,108) (40,415 / 41,024)                   |

### Schaatsen
| Olympiër            | Discipline   | Resultaat | Prestatie           |
| ------------------- | ------------ | --------- | ------------------- |
| Jan-Åke Carlberg    | 500 m (m)    | 10e       | 39,03 (+1,00)       |
| Jan-Åke Carlberg    | 1000 m (m)   | 16e       | 1.19,13 (+3,95)     |
| Ulf Ekstrand        | 1500 m (m)   | 16e       | 2.00,23 (+4,79)     |
| Ulf Ekstrand        | 5000 m (m)   | 8e        | 7.13,13 (+10,84)    |
| Ulf Ekstrand        | 10.000 m (m) | 21e       | 15.33,42 (+1.05,29) |
| Johan Granath       | 500 m (m)    | 36e       | 1.21,44 (+43,41)    |
| Johan Granath       | 1000 m (m)   | dnf       | opgave              |
| Oloph Granath       | 500 m (m)    | 12e       | 39,15 (+1,12)       |
| Oloph Granath       | 1000 m (m)   | 8e        | 1.17,74 (+2,56)     |
| Tomas Gustafson     | 1500 m (m)   | 7e        | 1.58,18 (+2,74)     |
| Tomas Gustafson     | 5000 m (m)   | 12e       | 7.16,85 (+14,56)    |
| Tomas Gustafson     | 10.000 m (m) | 12e       | 15.05,18 (+37,05)   |
| Jan Junell          | 1500 m (m)   | 21e       | 2.02,11 (+6,67)     |
| Jan Junell          | 5000 m (m)   | 14e       | 7.19,50 (+17,21)    |
| Örjan Sandler       | 10.000 m (m) | 14e       | 15.11,52 (+43,39)   |
| Annette Karlsson    | 500 m (v)    | 24e       | 44,52 (+2,74)       |
| Annette Karlsson    | 1000 m (v)   | 10e       | 1.28,25 (+4,15)     |
| Annette Karlsson    | 1500 m (v)   | 20e       | 2.17,31 (+6,36)     |
| Annette Karlsson    | 3000 m (v)   | 18e       | 4.52,70 (+20,57)    |
| Sylvia Filipsson    | 500 m (v)    | 16e       | 44,05 (+2,27)       |
| Sylvia Filipsson    | 1000 m (v)   | 9e        | 1.28,18 (+4,08)     |
| Sylvia Filipsson    | 1500 m (v)   | 5e        | 2.12,84 (+1,89)     |
| Sylvia Filipsson    | 3000 m (v)   | 7e        | 4.40,22 (+8,09)     |
| Ann-Sofie Järnström | 500 m (v)    | 4e        | 42,47 (+0,69)       |
| Ann-Sofie Järnström | 1000 m (v)   | 8e        | 1.28,10 (+4,00)     |

### Schansspringen
| Olympiër     | Discipline         | Resultaat | Prestatie                                         |
| ------------ | ------------------ | --------- | ------------------------------------------------- |
| Jan Holmlund | normale schans (m) | 34e       | 195,5 punten 101,7 p. (75,0 m) + 93,8 p. (71,0 m) |
| Jan Holmlund | grote schans (m)   | 50e       | 26,2 punten 26,2 p. (75,0 m) + niet gestart       |

### IJshockey
| Olympiër | Discipline | Resultaat | Prestatie |
| --- | ---------- | --------- | --- |
| Pelle Lindbergh William Löfqvist Sture Andersson Jan Eriksson Thomas Eriksson Tomas Jonsson Tommy Samuelsson Mats Waltin Ulf Weinstock Bo Berglund Håkan Eriksson Leif Holmgren Bengt Lundholm Per Lundqvist Harald Lückner Lars Molin Lennart Norberg Mats Näslund Dan Söderström Mats Åhlberg | mannen     | Brons     | Voorronde groep B: 2- 2 Zweden - Verenigde Staten 8- 0 Zweden - Roemenië 5- 2 Zweden - Bondsrepubliek Duitsland 7- 1 Zweden - Noorwegen 4- 2 Zweden - Tsjecho-Slowakije Finaleronde: 3- 3 Zweden - Finland 2- 9 Zweden - Sovjet-Unie |

Andorra · Argentinië · Australië · België · Bolivia · Bondsrepubliek Duitsland · Bulgarije · Canada · China · Costa Rica · Cyprus · Duitse Democratische Republiek · Finland · Frankrijk · Griekenland · Groot-Brittannië · Hongarije · IJsland · Italië · Japan · Joegoslavië · Libanon · Liechtenstein · Mongolië · Nederland · Nieuw-Zeeland · Noorwegen · Oostenrijk · Polen · Roemenië · Sovjet-Unie · Spanje · Tsjecho-Slowakije · Verenigde Staten · Zuid-Korea · Zweden · Zwitserland